# 20174 Eisenstein
20174 Eisenstein este o planetă minoră (asteroid) din centura de asteroizi. A fost descoperită pe 13 decembrie 1996 la Prescott Observatory⁠(d) de Paul G. Comba⁠(d) și a fost numită după Gotthold Eisenstein. 
Obiectul prezintă o orbită caracterizată de o semiaxă mare de 2,4263944 UAi, o excentricitate de 0,11, o înclinație de 6,56982 ° în raport cu ecliptica.